# Blues Incorporated
Az Alexis Korner's Blues Incorporated, vagy egyszerűen csak Blues Incorporated angol blues együttes volt, amely 1961-ben alakult Londonban. A zenekart Alexis Korner és Cyril Davies alapították. Számosb híres zenész is megfordult a zenekarban, például Jack Bruce, Charlie Watts, Terry Cox, Davy Graham, Graham Bond, Ginger Baker, Art Wood, Long John Baldry, Ronnie Jones, Danny Thompson, Graham Bond, Cyril Davies, Malcolm Cecil, Dick Heckstall-Smith és Mick Jagger. 
A Blues Incorporated együttest 1961-ben Alexis Korner és Cyrill Davies  alapította. Zsánere a blues  volt, amely az Egyesült Királyságban akkoriban újdonságnak számított.
Cyrill Davies kilépett a zenekarból, ezt követően a következő években a tagcserék folyamatosak voltak. Az együttes 1966-ban oszlott fel.

## Diszkográfiája
- R&B from the Marquee (1962)
- At The Cavern (1964)
- Red Hot From Alex (1964)
- Alexis Korner's Blues Incorporated (1965)
- Sky High (1965)